# Chalcosyrphus plesia
Chalcosyrphus plesia is een vliegensoort uit de familie van de zweefvliegen (Syrphidae). De wetenschappelijke naam van de soort is voor het eerst geldig gepubliceerd in 1925 door Charles Howard Curran.